# Jacqueline Dubrovich
Jacqueline Dubrovich, född 18 juli 1994, är en amerikansk fäktare som tävlar i florett.

## Karriär
Jacqueline Dubrovich ingick i det amerikanska laget som vid olympiska sommarspelen 2024 tog guld i florett.